# Cicero (typografie)
Cicero je základní typografická jednotka, která je rovna dvanácti typografickým bodům. Jeden typografický bod má rozměr 0,376 mm, jeden cicero tedy měří 4,512 mm. Jako cicero se označuje také písmo o této velikosti.
Jednotku zavedl francouzský typograf Francois Ambroise Didot kolem roku 1780. Cicero je odvozen od starého francouzského palce, jehož je jednou šestinou. Velikostí se podobá anglické jednotce pica, která je však odvozena od menšího, anglického palce, platí 1 pica = 1,061 cicero.
Název je odvozen od Ciceronových Listů, vydaných s touto velikostí písma v Římě koncem 15. století tiskařem Sweynheimem. Pro typografická měření se užívala kovová měřidla, zvaná cicerátka.